# Tiramisu
Tiramisu là một loại bánh ngọt tráng miệng vị cà phê của nước Ý, gồm các lớp bánh quy Savoiardi, [savoˈjardi] nhúng cà phê xen kẽ với hỗn hợp trứng, đường, phô mai mascarpone đánh bông, thêm một ít bột cacao. Công thức bánh này được biến tấu thành nhiều món bánh và món tráng miệng khác nhau.

## Lịch sử
Không ai dám chắc chính xác công thức làm món bánh này được nghĩ ra khi nào và do ai. Tuy nhiên trước đó Ý đã nổi tiếng với loại bánh ngọt có từng lớp (layer cakes) có công thức khá giống Tiramisu. Quyển sách đầu tiên đề cập đến loại bánh này là quyển "I Dolci del Veneto" (Các món tráng miệng của Veneto) xuất bản năm 1983.
Theo Anna Maria, một người có nhiều nghiên cứu về loại bánh này, nó được phát minh tại vùng Treviso tại nhà hàng Le Beccherie bởi Francesca Valori, người có tên thời thiếu nữ là Tiramisu.

## Các phiên bản Tiramisu

### Tiramisu truyền thống
Tiramisu truyền thống chỉ có một vài nguyên liệu như bánh quy Savoiardi, lòng đỏ trứng gà, đường, cà phê, phô mai mascarpone và bột Cacao. Trong công thức ban đầu được làm ở Ý vào thập niên 60 của thế kỉ XX không có rượu mùi và lòng trắng trứng. Món bánh thường được ăn lạnh.
Hình dạng ban đầu của Tiramisu là hình tròn, mặc dù bánh hình vuông dễ tạo hình với nguyên liệu bánh quy hơn. Tuy nhiên, tiramisu cũng được trình bày trong các ly thủy tinh tròn hoặc ly Martini để có thể nhìn rõ các lớp bánh.

### Các biến thể của Tiramisu
Phiên bản hiện đại của tiramisu thường có thêm kem sữa tươi đánh bông hoặc trứng đánh bông hoặc cả kem sữa và trứng đánh trộn chung với phô mai Mascarpone. Nhờ vậy, món bánh trở nên xốp nhẹ và giữ được hình dạng hơn. Trong các loại rượu mùi được thêm vào, phổ biến nhất là rượu Marsala. Có loại tiramisu có kem và trứng được đun nóng để tiệt trùng, nhưng không để cho trứng quá chín.
Một số công thức thay thế cà phê bằng một số nguyên liệu khác, tạo nên nhiều biến thể như tiramisu sô cô la, tiramisu rượu hạnh nhân Ý (rượu amaretto), tiramisu dâu, tiramisu chanh, tiramisu thơm (dứa), tiramisu sữa chua, tiramisu chuối, tiramisu phúc bồn tử, tiramisu dừa, thậm chí có cả tiramisu bia. Vô số các biến thể tiramisu được sáng tạo ra.
Một số nghệ nhân làm bánh sử dụng các loại bánh ngọt khác, hoặc các loại bánh mì sử dụng bột được ủ lên men như Panettone để thay thế cho bánh quy Savoiardi.
Các hỗn hợp kem phô mai khác cũng được sử dụng, có trứng sống hoặc hoàn toàn không có trứng. Rượu Marsala thường được thêm vào công thức, nhưng các loại rượu mùi khác cũng có thể thay thế cho rượu Marsala để trộn vào cà phê nhúng bánh, hoặc vào hỗn hợp kem phô mai. Một số loại rượu mùi có thể dùng là rượu rum đen, Madeira, port, brandy, Malibu Irish Cream hay Irish Cream và đặc biệt là rượu mùi cà phê như Tia Maria và Kahlúa.